# Limnoscelis

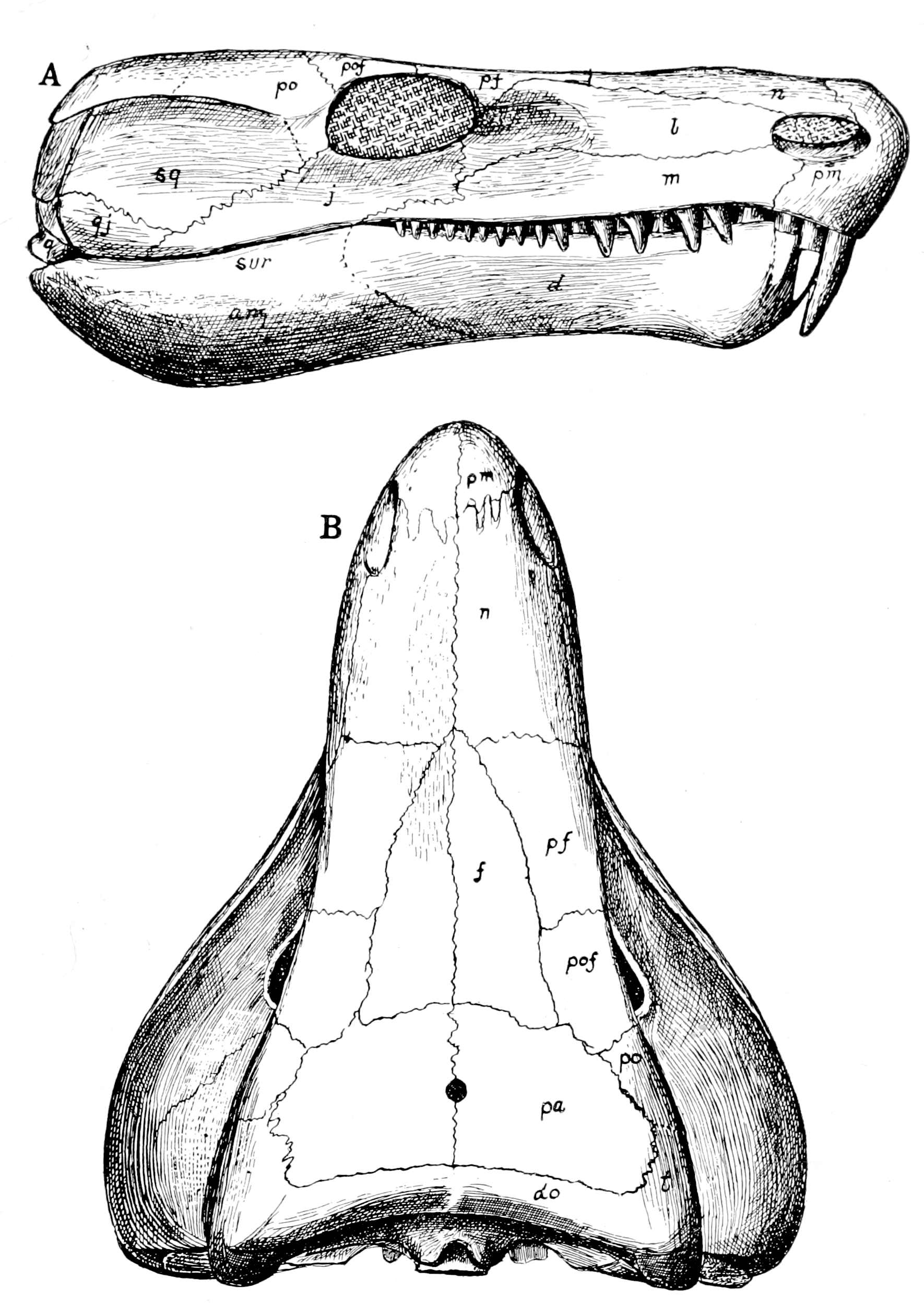
Czaszka Limnoscelis

Limnoscelis (Limnoscelis paludis) – czworonóg z kladu Diadectomorpha, spokrewnionego z przodkami owodniowców.
Żył o okresie wczesnego permu (286-258 mln lat temu) na terenach Ameryki Północnej. Długość ciała ok. 1,5 m. Jego szczątki znaleziono w USA (w stanie Nowy Meksyk).
Posiadał pewne cechy płazów tarczogłowych, inne cechy zbliżały go do wczesnych gadów.